# Аккани (поселение)
Аккани (чук. Ыӄынин, наукан. Ыӄыт) — поселение в Чукотском районе Чукотского автономного округа России. Проживают чукчи. После официального упразднения считается нежилым.

## География
Расположен на побережье Мечигменского залива Берингова моря, в пределах Чукотского полуострова, в северо-восточной части мыса Аккани.

## История
Возник как поселение морских зверобоев. К 1973 году расселён, прилегающая территория стала использоваться как охотучасток. В 1991 году вернулись охотники и их семьи из соседнего поселения Лорино, к 2024 году восстановлены жилые и хозяйственные Аккани.

## Население
В 1927 году зафиксировано 84 человека. К 1943 году 165, в 1950 году — 153.
В 1960-х годах проживало около 150 человек, которых отселили в Лорино. В 1973 году поселок окончательно опустел.

## Инфраструктура
Основа экономики — охота и туризм.